# مرجان محتشم
مرجان محتشم (زادهٔ ۱۳ اسفند ۱۳۴۸)، بازیگر اهل ایران است. محتشم برای نخستین بار و به‌طور حرفه‌ای با سریال بهشت گمشده (۱۳۷۶) ساختهٔ کامران قدکچیان وارد عرصهٔ هنر شد. اما نخستین تجربهٔ تلویزیونی وی حضور در سریال حقیقت در آینه (۱۳۷۴) به کارگردانی اسماعیل میهن‌دوست بود.
محتشم سپس نقش اصلی شهربانو در سریال پس از باران (۱۳۷۹) را بازی کرد و نامزد دریافت جایزه حافظ شد. او پس از حضور در چند اثر دیگر، از بازیگری کناره‌گیری کرد.

## زندگی
مرجان محتشم در خصوص کم‌کاری خود می‌گوید:
«من در اوج دوران بازیگری ام هم بارها عنوان کرده بودم که بازیگری نیستم که تنها ماندن در عرصه بازیگری را سرلوحه اهدافم قرار دهم و بخواهم به هر قیمتی بازی کنم. متأسفانه برخی از بازیگران با تن دادن به روابط نامشروع برای خود جایگاهی در سینما دست و پا می‌کنند. کاری که من حاضر شدم به قیمت حذف شدنم از عرصه بازیگری به آن تن ندهم. مرجان محتشم می‌افزاید: متأسفانه برخی از بازیگران هستند که برای محبوبیت کاذب و بودن در عرصه، این بی‌اخلاقی‌ها را بدون در نظر گرفتن نقش خدا در زندگی به جان می‌خرند.»

### بیماری
مرجان محتشم در سال ۱۳۹۱ با یک بیماری سخت دست و پنجه نرم می‌کرد و در حالی که در تأمین هزینه‌های درمان خود با مشکل مواجه شده بود گفته: «من حتی در حال حاضر از داشتن یک دفترچه بیمه هم محروم هستم و در حال حاضر تنها با طراحی داخلی ساختمان امرار معاش می‌کنم.»

### حضور در برنامه دورهمی
در دی ۱۳۹۶ وی در برنامه دورهمی حضور یافت. این اولین حضور تلویزیونی او پس از چندین سال غیبت هنری بود. وی در این برنامه در خصوص عدم فعالیتش گفت: «همیشه تأکیدم بر این بود که کم‌کار کنم و این را ثابت کردم. خدا را شاکرم که از همان ابتدای فعالیت، مورد لطف مردم قرار گرفتم؛ اما همین اظهار لطف‌ها هم نتوانست آن گزیده‌کاری را از من بگیرد. متأسفانه روزهای پایانی سال ۹۱ پدرم و دو سال بعد برادرم و هشت ماه پیش مادرم را از دست دادم. همهٔ این اتفاقات تلخ باعث شد مدت طولانی را کار نکنم. البته که در این سال‌ها دوران طلایی را برای کار هنری از دست دادم؛ اما پشیمان نیستم.»

## فیلم‌شناسی

### تلویزیون
| سال  | عنوان          | نقش     | کارگردان         | یادداشت      |
| ---- | -------------- | ------- | ---------------- | ------------ |
| ۱۳۷۴ | حقیقت در آینه  |         | اسماعیل میهن‌دوست |              |
| ۱۳۷۵ | بهشت گم‌شده     | تارا    | کامران قدکچیان   |              |
| ۱۳۷۵ | طلیعه          |         | بهرام علیان      |              |
| ۱۳۷۵ | معصومه         |         | مسعود رشیدی      |              |
| ۱۳۷۶ | فراق           |         | مسعود رشیدی      |              |
| ۱۳۷۶ | آژانس دوستی    |         | احمد رمضان‌زاده   | بازیگر مهمان |
| ۱۳۷۷ | فکر پلید       | خاتون   | محسن شاه‌محمدی    |              |
| ۱۳۷۹ | پس از باران    | شهربانو | سعید سلطانی      |              |
| ۱۳۷۹ | قلب یخی        |         | مسعود رشیدی      |              |
| ۱۳۸۲ | مهمان‌پذیر طوبی |         | منوچهر پوراحمد   |              |
| ۱۳۸۴ | ریحانه         | آسیه    | سیروس مقدم       |              |
| ۱۳۸۵ | پرواز در حباب  | مرجان   | سیروس مقدم       |              |

#### تله‌فیلم
- ستاره من (۱۳۸۷)
- نامادری (۱۳۸۷)

### سینما
| سال  | عنوان  | نقش | کارگردان     | یادداشت |
| ---- | ------ | --- | ------------ | ------- |
| ۱۳۸۱ | رز زرد |     | داریوش فرهنگ |         |